# Sra. Deadpool y los Comandos Aulladores
Sra. Deadpool y los Comandos Aulladores es una serie de cómics publicada por Marvel Comics.

## Historial de publicaciones
La serie fue parte del evento Secret Wars.

## Trama
Mientras su esposo Deadpool está muerto, Shiklah está comprometida con Drácula. Para encontrar las piezas del Cetro del Mantícora, Shiklah convence a Drácula de que la deje ir en esta búsqueda mientras asigna sus Comandos Aulladores (que consisten en el Monstruo de Frankenstein, Hombre Cosa, Marcus el Centauro, N'Kantu, la Momia Viviente y Hombre Lobo para acompañarla. Cuando el fantasma de Deadpool la visita, poseía el cuerpo del sirviente de Drácula, Joshua, que le permite a Shiklah matar a Drácula. Después, Shiklah ignora la advertencia del fantasma de Deadpool de desafiar al Dios Emperador Doom. Como resultado, ella y su grupo de resistencia son asesinados por el Cuerpo de Thor que se han dado cuenta de lo que sucedió en Monstruo Metrópolis.

## Recepción
La serie tiene una calificación promedio de 7.2 por cinco críticos profesionales en el sitio web de agregación de reseñas Comic Book Roundup.
Doug Zawisza, de CBR.com, afirma que el escritor Gerry Duggan aporta un tipo de humor loco a la serie que utilizó anteriormente en Deadpool y que la serie es todo lo que alguien esperaría de un cómic de Duggan Deadpool con el bono adicional de muchos monstruos.

## Impresiones

### Problemas
| Problema | Título             | Fecha de portada | Calificación de resumen de cómics    | Ventas estimadas (primer mes)                    | Nominal |
| #1       | Warzones!: parte 1 | Agosto, 2015     | 6.4 por tres críticos profesionales. | 48,514, ocupa el puesto 42 en América del Norte. | PA      |
| #2       | Warzones!: parte 2 | Septiembre, 2015 |                                      | 36,404, ocupa el puesto 58 en América del Norte  | PA      |
| #3       | Warzones!: parte 5 | Octubre, 2015    | 7.3 por un crítico profesional.      | 31,135, clasificado 63 en América del Norte      | PA      |
| #4       | Warzones!: parte 6 | Noviembre, 2015  | 8.0 por un crítico profesional.      | 28,966, ocupa el puesto 62 en América del Norte  | PA      |

### Ediciones recopiladas
| Título [línea]                          | Formato | Material recogido                            | Páginas | Fecha de publicación | ISBN                      | Ventas estimadas (Norteamérica) |
| --------------------------------------- | ------- | -------------------------------------------- | ------- | -------------------- | ------------------------- | ------------------------------- |
| Mrs. Deadpool and the Howling Commandos | TPB     | Mrs. Deadpool and the Howling Commandos #1-4 | 112     | 3 de mayo de 2016    | 0785198806 978-0785198802 | 1,756, clasificado 60           |